# HD 211006
HD 211006，又名BD+27 4280，SAO 90337、HR 8482，是一颗恒星，视星等为5.89，位于銀經85.75，銀緯-22.64，其B1900.0坐标为赤經22h 9m 3.6s，赤緯+28° -22.64′ 46″。